# Lasse Berghagen
Lars "Lasse" Nils Berghagen (Estocolmo, 13 de maio de 1945 – 19 de outubro de 2023) foi um cantor, compositor e ator sueco.

## Biografia
Berhagen é um bem conhecido cantor-compositor na Suécia com um grande número de canções por si interpretadas e compostas. Lançou o seu primeiro disco em 1965, quando ele tinha apenas 19 anos. Quatro anos depois, em 1969, ele lançou o single Teddybjörnen Fredriksson ("The Teddybear Fredriksson"), que se tornou num clássico na Suécia. Outros seus sucesso foram Sträck ut din hand, En kväll i juni e Stockholm i mitt hjärta.
Berghagen venceu o  Melodifestivalen em 1975 com o tema Jennie, Jennie. Ele já havia participado nessa competição  Melodifestivalen em 1974 com a canção  Min kärlekssång till dig ("A minha canção de amor para ti") e ficou em segundo lugar atrás dos ABBA, com Waterloo. 
Ele participou num popular programa televisivo de verão muito popular na Suécia chamado Allsång på Skansen (Cantar ao longo do Skansen)  de 1994 a 2003). Durante o tempo em que ele esteve presente, as audiências passaram de 600.000 espetadores para cerca de 2 milhões. 
Berhagen morreu em 19 de outubro de 2023, aos 78 anos.